# فالکن هایتس (تگزاس)
فالکن هایتس، تگزاس(به انگلیسی: Falcon Heights, Texas) شهری در ایالت تگزاس از ایالات جنوبی ایالات متحده آمریکا است. در سرشماری سال ۲۰۰۰، جمعیت این شهر ۳۳۵ نفر اعلام شد.